# 2162 Аньхой
2162 Аньхой (1966 BE, 1948 YG, 1954 PF, 1957 LH, 1958 XF, 1964 PN, 1971 SK1, A908 VB, 2162 Anhui) — астероїд головного поясу.
Тіссеранів параметр щодо Юпітера — 3,633.